# 中国共産党第二十回全国代表大会
中国共産党第二十次全国代表大会（ちゅうごくきょうさんとうだいにじゅうじぜんこくだいひょうたいかい）は、2022年10月16日から22日に中華人民共和国の首都北京市で開催された中国共産党の全国代表大会（党大会）である。習近平党総書記（最高指導者）の三期目を決める大会。略称は、中共「二十大」、あるいは中共「第二十回党大会」。

## 大会機構
- 主席団：243人[1]
- 主席団常務委員会(46名)[2]：
  - 習近平（党総書記）、李克強、栗戦書、汪洋、王滬寧、趙楽際、韓正、王岐山、丁薛祥、王晨、劉鶴、許其亮、孫春蘭、李希、李強、李鴻忠、楊潔篪、楊暁渡、張又侠、陳希、陳全国、陳敏爾、胡春華、郭声琨、黄坤明、蔡奇、江沢民（元総書記）、胡錦濤（前総書記）、朱鎔基、李瑞環、呉邦国、温家宝、賈慶林、張徳江、兪正声、宋平、李嵐清、曽慶紅、呉官正、李長春、羅幹、賀国強、劉雲山、張高麗、尤権、張慶黎

- 秘書長[3]：王滬寧

- 副秘書長[4]：丁薛祥、陳希、郭声琨、黄坤明

- 代表資格審査委員会[5]
  - 主任：趙楽際
  - 副主任：陳希、苗華

## 日程
大会は2022年10月16日午前10時に開会した。習近平総書記、胡錦濤元総書記を先頭に主席団常務委員が登壇したが、江沢民元総書記は欠席した。
初日の開幕式では、習近平が第19期中央委員会を代表して報告を行った。習近平は、第19期に当たる過去5年間だけではなく、自らが総書記に就任して以来の10年間を包括する形での報告を行った。
報告は、以下15の章立てに分けて行われた。
1. 過去5年の活動と新時代の10年の偉大な変革
2. マルクス主義の中国化、近代化の新境地を切り開いた
3. 新しい時代、新しい歩みに向けた中国共産党の使命と任務
4. 新しい発展局面の構築を加速させ、高い質を持った発展を引き続き推進する
5. 科学・教育立国戦略を実践し、近代化建設を支える人材開発を強化する
6. 発展の全過程で人民民主を実践し、人民が主人公であることを保障する
7. 全面的な法による統治を堅持し、法治国家中国の建設を推進する
8. 文化への自信と自己改革を推進し、社会主義文化の新たな輝きを創造する
9. 民生と福祉の増進により人民生活の質を向上させる
10. グリーンな発展を後押しし、人と自然の調和と共生を促進させる
11. 国家の安全を守る機構と能力の近代化を推し進め国家の安全と社会の安定を断固として守る
12. 人民解放軍創設100年の奮闘目標を達成し国防と軍隊の近代化で新局面を切り開く
13. 「一国二制度」を堅持し十分に機能させ、祖国統一を推進する
14. 世界の平和と発展を促し、人類運命共同体の建設を推し進める
15. 党の厳格な管理を揺らぐことなく維持し、新時代の党の建設という新たな偉業を力強く推し進める

22日に閉会した。

### 胡錦濤の「途中退席」事件
10月22日の閉会式で習近平の隣に座っていた胡錦濤が何らかの理由によって途中退席を求められ、スタッフにより会場外に連れ出される事件が発生した。国営新華社通信の英語版ツイッターは胡の退席理由について「体調不良」だったと説明したが、後述する人事問題が背景にあったものとみられている。

## 選出委員
大会で205人の中国共産党第20代中央委員会委員が選出された。このうち、現職の政治局常務委員だった李克強（国務院総理・共産主義青年団（共青団）派）、栗戦書（全国人民代表大会常務委員会委員長・習近平派）、汪洋（中国人民政治協商会議全国委員会主席・共青団派）、韓正（国務院筆頭副総理・上海閥）の4人が中央委員から外れることになった。
- 丁学東、丁薛祥、万立駿、習近平、馬興瑞、馬暁偉、王寧、王凱、王凱、王勇、王浩、王強、王鵬、王毅、王小洪、王広華、王仁華、王文全、王文濤、王予波、王正譜、王東明、王偉中、王志軍、王秀斌、王滬寧、王君正、王忠林、王受文、王春寧、王莉霞、王暁暉、王祥喜、王清憲、王蒙徽、巨乾生、毛偉明、尹力、尹弘、巴特爾、艾爾肯・吐尼亜孜、石泰峰（中国語版）、葉建春、馮飛、曲青山、任振鶴、荘栄文、劉寧、劉偉、劉小明、劉発慶、劉青松、劉国中、劉金国、劉建超、劉俊臣、劉振立、劉海星、斉玉、許勤、許昆林、許学強、孫金龍、孫紹騁、陰和俊、厳金海、李屹、李偉、李希、李強、李干傑、李小新、李鳳彪、李書磊、李玉超、李楽成、李邑飛、李尚福、李国英、李炳軍、李橋銘、李暁紅、李鴻忠、楊誠、楊志亮、楊学軍、肖捷、肖培、呉漢聖、呉亜男、呉政隆、呉暁軍、何衛東、何立峰、何宏軍、鄒加怡、応勇、汪海江、沈春耀、沈暁明、沈躍躍、懐進鵬、張工、張軍（中国語版）、張林、張又侠、張升民、張玉卓、張慶偉、張紅兵、張宏森、張雨浦、張国清、陸昊、陸治原、陳剛、陳旭、陳一新、陳小江、陳文清、陳吉寧、陳敏爾、努爾蘭・阿不都満金、苗華、林武、林向陽、易会満、易煉紅、羅文、金壮龍、金湘軍、周強、周乃翔、周祖翼、鄭柵潔、鄭新聡、孟凡利、孟祥鋒、趙龍、趙剛、趙一徳、趙楽際、趙暁哲、郝鵬、胡中明、胡玉亭、胡昌升、胡和平、胡春華、胡衡華、鍾紹軍、信長星、侯凱、侯建国、兪慶江、兪建華、賀栄、賀軍科、秦剛、秦樹桐、袁華智、袁家軍、鉄凝、倪虹、倪岳峰、徐麟、徐西盛、徐忠波、徐起零、徐徳清、殷勇、高翔、高志丹、郭普校、唐仁健、唐登傑、黄銘、黄強、黄守宏、黄坤明、黄建発、黄暁薇、龔正、常丁求、庹震、梁言順、梁恵玲、諶貽琴、董軍、韓俊、韓文秀、景俊海、程麗華、傅華、童建明、謝春濤、藍天立、藍仏安、楼陽生、雷凡培、慎海雄、蔡奇、蔡剣江、裴金佳、潘岳

## 全体会議
第二十回全国代表大会の終わりから第二十一回全国代表大会まで、数回（慣例では7回）の中央委員会全体会議を開催する予定がある。

### 第二十次中央委員会第一次全体会議
第二十回全国代表大会が閉会した翌日（10月23日）に開催。この会議で新しい中国共産党の指導部である中央政治局常務委員会委員が選出された。
1. 中央委員会総書記：習近平
2. 中央政治局常務委員会委員:
  - 習近平、李強、趙楽際、王滬寧、蔡奇、丁薛祥、李希
3. 中央政治局委員：
  - 丁薛祥、習近平、馬興瑞、王毅、王滬寧、尹力、石泰峰（中国語版）、劉国中、李希、李強、李干傑、李書磊、李鴻忠、何衛東、何立峰、張又侠、張国清、陳文清、陳吉寧、陳敏爾、趙楽際、袁家軍、黄坤明、蔡奇
4. 中央書記処書記：蔡奇、石泰峰、李干傑、李書磊、陳文清、劉金国、王小洪
5. 中央軍事委員会：
  - 主席：習近平
  - 副主席：張又侠、何衛東
  - 委員：李尚福、劉振立、苗華、張升民
6. 中央規律検査委員会：
  - 書記：李希
  - 副書記：劉金国、張升民、肖培、喩紅秋、傅奎、孫新陽、劉学新、張福海

政治局員の人事の特徴としては、第19回より1人少ない24人となり、慣例の女性政治局委員は1人もいないということである。
また、胡錦濤が北戴河会議で最高指導部入りを要望していた国務院副総理の胡春華が土壇場で政治局員から外されて団派は最高指導部から一掃されたが、この人事は胡錦濤の退席事件の一因だったとみられている。